# Essen & Trinken für jeden Tag
Essen & Trinken für jeden Tag (Eigenschreibweise: essen & trinken Für jeden Tag) war eine monatlich erscheinende Kochzeitschrift des Hamburger Verlags Gruner + Jahr im Pocketformat. Die erste Ausgabe erschien im September 2003, die letzte am 8. Dezember 2023 (Heft 01/2024). Ab Juli 2016 erschien Essen & Trinken für jeden Tag in der G+J Food & Living GmbH & Co. KG, einem Unternehmen der Verlagsgruppe Deutsche Medien-Manufaktur (DMM), ab 30. Juni 2023 des Landwirtschaftsverlags Münster. 

## Inhalt
Essen & Trinken für jeden Tag veröffentlichte Kochrezepte und Tipps für die Küche und den Haushalt. Nach Angaben des Verlags handelt es sich um die erste Kochzeitschrift, die im Pocketformat (128 mm × 190 mm) erschienen sei. Das Format und weitere Gestaltungselemente wurden in der Folgezeit von einem Wettbewerber übernommen. Die Mitarbeit von Jamie Oliver bei der konkurrierenden Zeitschrift Lecker gilt als Reaktion auf die Mitwirkung von Tim Mälzer bei Essen & Trinken für jeden Tag.

## Redaktion
Rezepte von Essen & Trinken für jeden Tag wurden in der Redaktion Essen & Trinken entwickelt. Einen Teil der publizierten Rezepte steuerte Tim Mälzer bei. Er war auch Werbepartner der Zeitschrift. Die in der Zeitschrift vorgestellten Gerichte wurden im eigenen Fotostudio fotografiert.
Ab Juli 2014 war Jan Spielhagen Chefredakteur von Essen & Trinken für jeden Tag.

## Fernsehen
Von Mai 2004 bis zur Einstellung der Sendung in 2007 arbeitete Tim Mälzer für Schmeckt nicht, gibt’s nicht auf VOX mit Essen & Trinken für jeden Tag zusammen. Die Zusammenarbeit wurde im Rahmen der VOX-Sendung Born to Cook ab August 2007 fortgesetzt, jedoch wurde die Sendung bereits nach sechs Folgen eingestellt.

## Weitere Aktivitäten
Unter der Bezeichnung der Zeitschrift wurden zudem Kochbücher herausgegeben. Essen & Trinken für jeden Tag beteiligte sich außerdem an der Messe eat‘n style. Unter dem Titel Schnell! Einfach! Lecker! gab die Zeitschrift einen Wochenkalender für 2013 beziehungsweise 2014 heraus, der im DuMont Kalenderverlag verlegt wurde.